# Nesasio solomonensis
Nesasio solomonensis, ou coruja-medrosa, é uma espécie de coruja pertencente à família Strigidae. É a única espécie do género Nesasio.
É uma espécie rara, não contendo subspécies.

## Distribuição
É endêmica das ilhas Salomão (Choiseul e Santa Isabel) e a Papua Nova Guiné (Bougainville).
Presume-se que seja uma espécie de baixa densidade populacional, pois raramente é vista. Todos os registros são de florestas antigas com árvores altas.

## Descrição
Tem em torno de 34 cm de comprimento. Olhos dourados emoldurados por sobrancelhas proeminentes, de cor creme ou castanha. Parte inferior do corpo escura listrada e parte superior escura barrada.
Possui vocalização semelhante a um choro humano, aumentando em volume e tom, dado em série com intervalos de 10 segundos.
É uma espécie semelhante à coruja-gavião, que é muito menor e tem máscara facial mais simples, olhos escuros e partes inferiores levemente padronizadas.